# Mandevilla fistulosa
Mandevilla fistulosa är en oleanderväxtart som beskrevs av M.F.Sales, Kin.-gouv., A.O.Simões. Mandevilla fistulosa ingår i släktet Mandevilla och familjen oleanderväxter. Inga underarter finns listade i Catalogue of Life.